# Santarcangelo di Romagna (stacja kolejowa)
Santarcangelo di Romagna (wł. Stazione di Santarcangelo di Romagna) – stacja kolejowa w Santarcangelo di Romagna, w prowincji Forlì-Cesena, w regionie Emilia-Romania, we Włoszech. Znajduje się na linii Bolonia – Ankona.
Według klasyfikacji Rete Ferroviaria Italiana ma kategorią brązową.

## Charakterystyka
Stacja składa się z dwóch peronów i trzech krawędzi peronowych. Perony wyposażone są w wiaty, a przejście podziemne umożliwia dostanie się na perony.

## Linie kolejowe
- Linia Bolonia – Ankona